# Рабасал (Пенела)
Рабасал (порт. Rabaçal) — район (фрегезия) в Португалии, входит в округ Коимбра. Является составной частью муниципалитета Пенела. Находится в составе крупной городской агломерации Большая Коимбра. По старому административному делению входил в провинцию Бейра-Литорал. Входит в экономико-статистический субрегион Пиньял-Интериор-Норте, который входит в Центральный регион. Население составляет 339 человек на 2001 год. Занимает площадь 8,79 км².
Покровителем района считается Мария Магдалина (порт. Santa Maria Madalena).